# Кубок обладателей кубков КАФ 1995
Кубок обладателей кубков КАФ 1995 — 21-й розыгрыш клубного футбольного турнира КАФ. В турнире приняли участие 28 африканских клубов. Победителем стал алжирский клуб «Кабилия».

## Первый раунд
| Команда 1       | Итог       | Команда 2         | 1-й матч | 2-й матч |
| --------------- | ---------- | ----------------- | -------- | -------- |
| Ваал Профешнлз  | 3–4        | Янг Африканс      | 2–2      | 1–2      |
| Матлама         | 3–4        | Кадет клуб        | 2–1      | 1–3      |
| Блэкпул         | 5–1        | Сен-Андре Леопард | 2–0      | 3–1      |
| Тауншип Роллерз | 3–5        | Кабве Уорриорз    | 2–1      | 1–4      |
| Зюмютна         | 2–2 (г.в.) | Стад Абиджан      | 2–1      | 0–1      |
| Нианан          | 2–1        | Этуаль Филант     | 0–1      | 2–0      |
| Индепенденте    | 1-5        | Олимпик           | 1–2      | 0–3      |
| Витал’О         | 3-2        | Мангаспорт        | 2-0      | 1-2      |
| ЕПБ             | 1–3        | Хартс оф Оук      | 1–3      | —        |
| Уоллидан        | —          | Кавкаб            | —        | —        |
| Ла-Марса        | —          | Кара              | —        | —        |
| Аль-Меррейх     | авто       |                   | —        | —        |
| Мотема Пембе    | авто       |                   | —        | —        |
| Кабилия         | авто       |                   | —        | —        |
| Юлиус Бергер    | авто       |                   | —        | —        |
| Машакене        | авто       |                   | —        | —        |

## Второй раунд
| Команда 1    | Итог | Команда 2      | 1-й матч | 2-й матч |
| ------------ | ---- | -------------- | -------- | -------- |
| Блэкпул      | 3–1  | Кабве Уорриорз | 0–0      | 3–1      |
| Янг Африканс | 4–2  | Кадет клуб     | 3–1      | 1–1      |
| Юлиус Бергер | 8–1  | Нианан         | 5–0      | 3–1      |
| Олимпик      | 1–4  | Хартс оф Оук   | 1–0      | 0–4      |
| Мотема Пембе | 2–1  | Витал’О        | 2–0      | 0–1      |
| Аль-Меррейх  | 2–3  | Машакене       | 1–1      | 1–2      |
| Кабилия      | 2–1  | Стад Абиджан   | 2–0      | 0–1      |
| Ла-Марса     | —    | Уоллидан       | —        | —        |

## Четвертьфиналы
| Команда 1    | Итог | Команда 2    | 1-й матч | 2-й матч |
| ------------ | ---- | ------------ | -------- | -------- |
| Машакене     | —    | Ла-Марса     | —        | —        |
| Мотема Пембе | 1-2  | Юлиус Бергер | 1-0      | 0-2      |
| Блэкпул      | 4-2  | Янг Африканс | 2-1      | 2-1      |
| Кабилия      | 4-3  | Хартс оф Оук | 3-1      | 1-2      |

## Полуфиналы
| Команда 1 | Итог       | Команда 2    | 1-й матч | 2-й матч |
| --------- | ---------- | ------------ | -------- | -------- |
| Блэкпул   | 2-2 (г.в.) | Кабилия      | 2-1      | 0-1      |
| Машакене  | 0-1        | Юлиус Бергер | 0-0      | 0-1      |

## Финал
Первый матч состоялся ? ноября, ответный — 7 декабря 1995 года.
| Команда 1    | Итог | Команда 2 | 1-й матч | 2-й матч |
| ------------ | ---- | --------- | -------- | -------- |
| Юлиус Бергер | 2-3  | Кабилия   | 1-1      | 1-2      |

## Чемпион
| Победитель Кубок обладателей кубков КАФ 1995 |
| -------------------------------------------- |
| Кабилия 1-й титул                            |